# Jan Joachim Tarło
Jan Joachim Tarło  herbu Topór (ur. 30 listopada 1658  w woj. sandomierskim, zm. 13 sierpnia 1732 w Wiedniu) – biskup kijowski i poznański, jezuita, archidiakon krakowskiej kapituły katedralnej w latach 1705–1713
W źródłach występuje także jako Jan XII Tarło.
Syn wojewody sandomierskiego Jana i Anny Czartoryskiej, brat biskupa Bartłomieja. W młodości związany z Towarzystwem Jezusowym. W 1718 został biskupem kijowskim, a w 1722 poznańskim. W starszym wieku udał się do Rzymu, gdzie Klemens XII ustanowił go asystentem Tronu Papieskiego.
Tak opisuje biskupa Kasper Niesiecki:
Był ten Jan pobożny, nikomu nie naprzykrzony, submissyi przedziwnej, w życiu swojem wstrzemięźliwy, na ubóstwo miłosierny, boso w kapie pod czas Jubileuszu w Krakowie kościoły obchodził ze zbudowaniem wszystkich.
Pochowany w kościele misjonarzy Św. Krzyża w Warszawie.